# Gonggar
Gonggar, Gongga (tyb. གོང་དཀར་རྫོང, Wylie: gong dkar rdzong, ZWPY: Konggar Zong; chiń. upr. 贡嘎县; pinyin Gònggá Xiàn) – powiat w południowo-wschodniej części Tybetańskiego Regionu Autonomicznego, w prefekturze Shannan. W 1999 roku powiat liczył 46 154 mieszkańców.

Gonggar
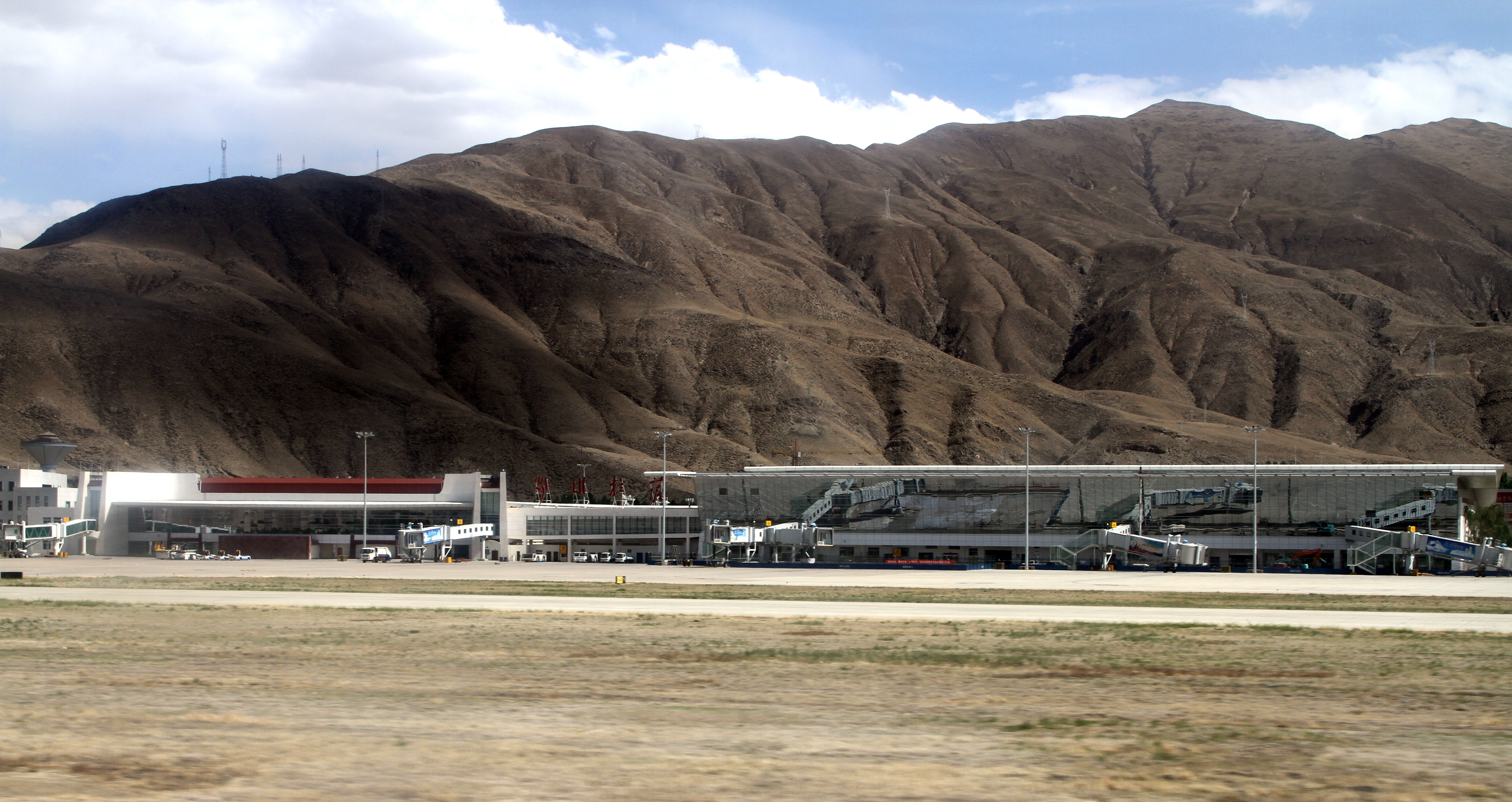
Lhasa Airport
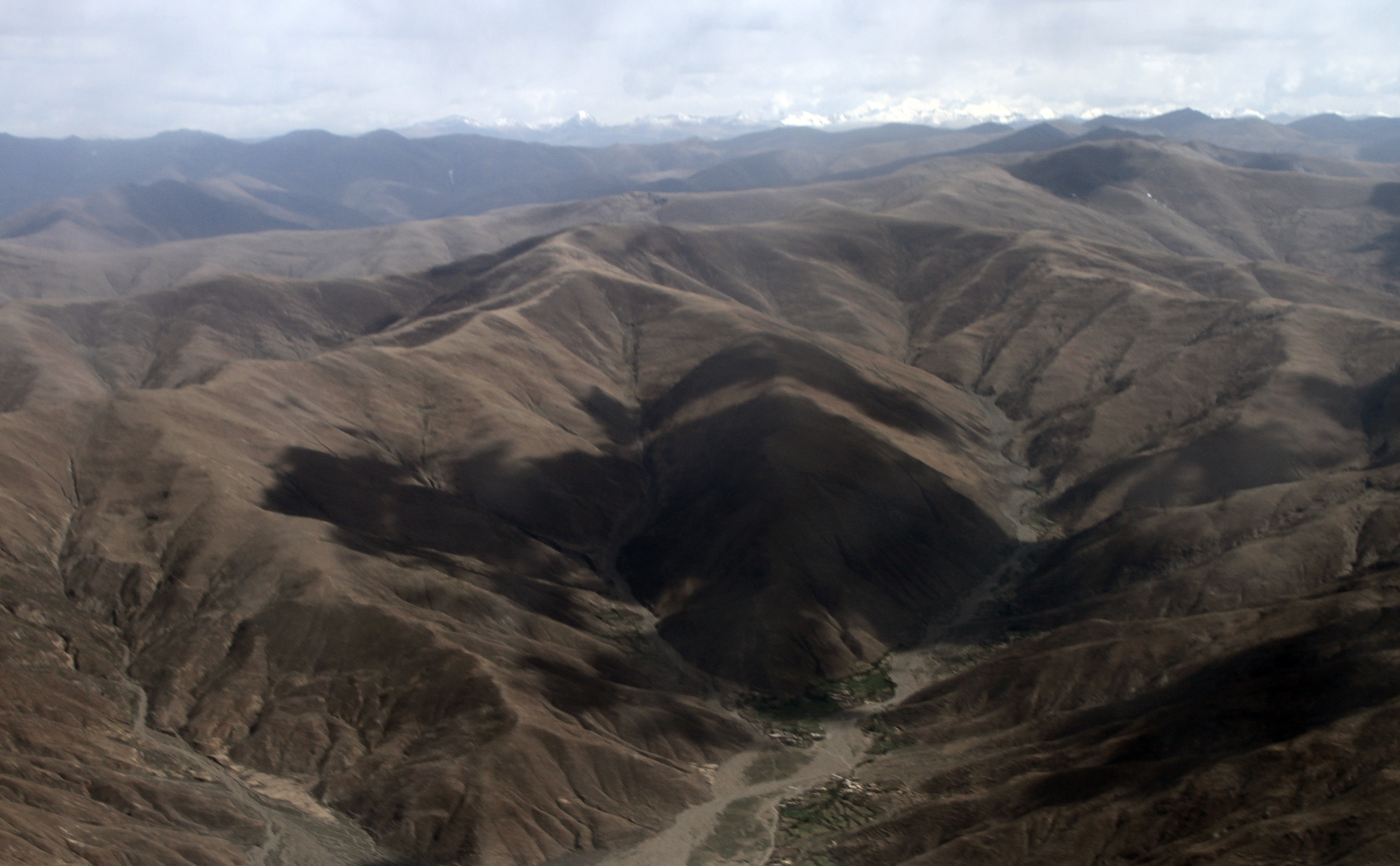
Gonggar
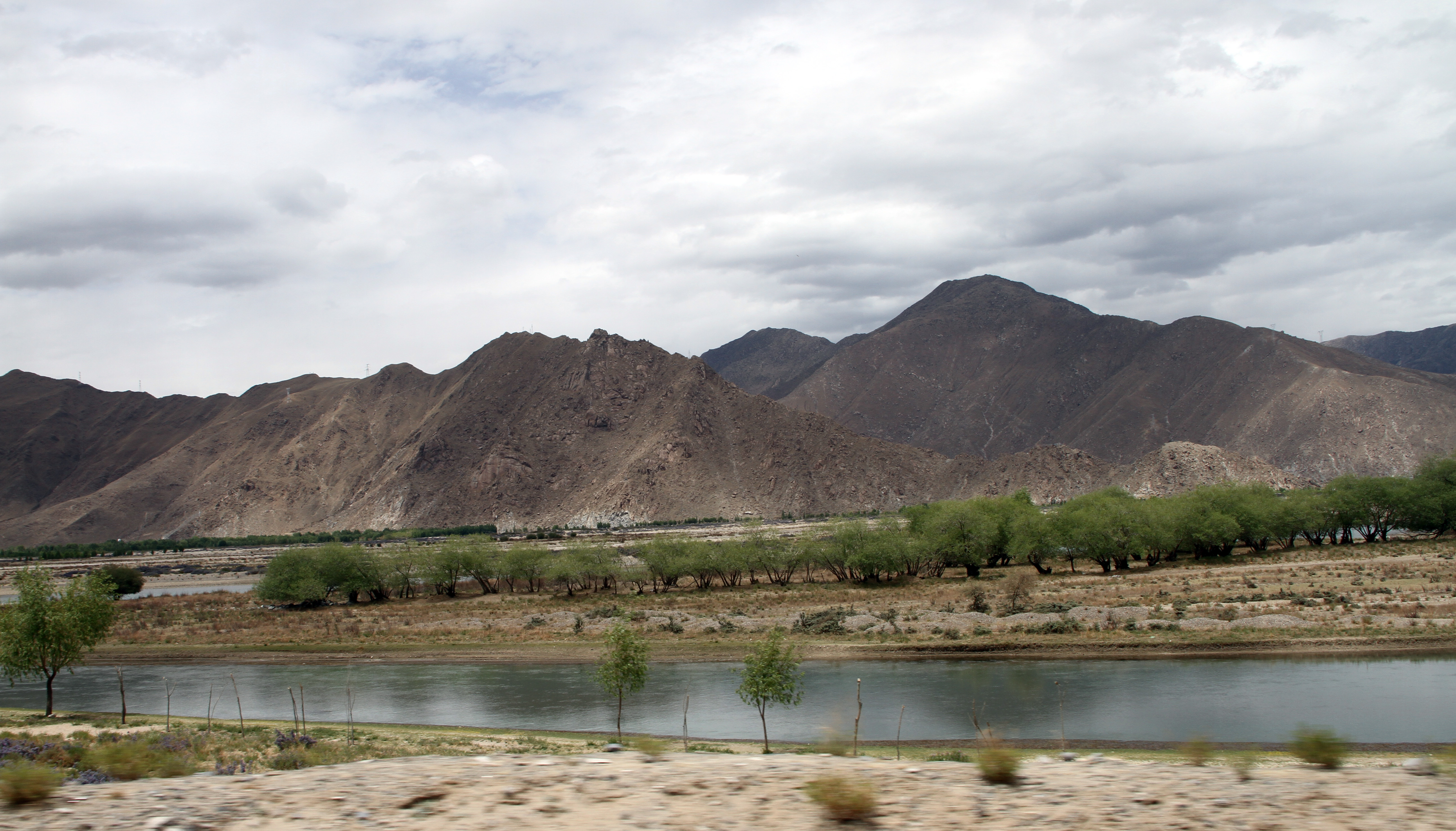
Yarlung Tsangpo
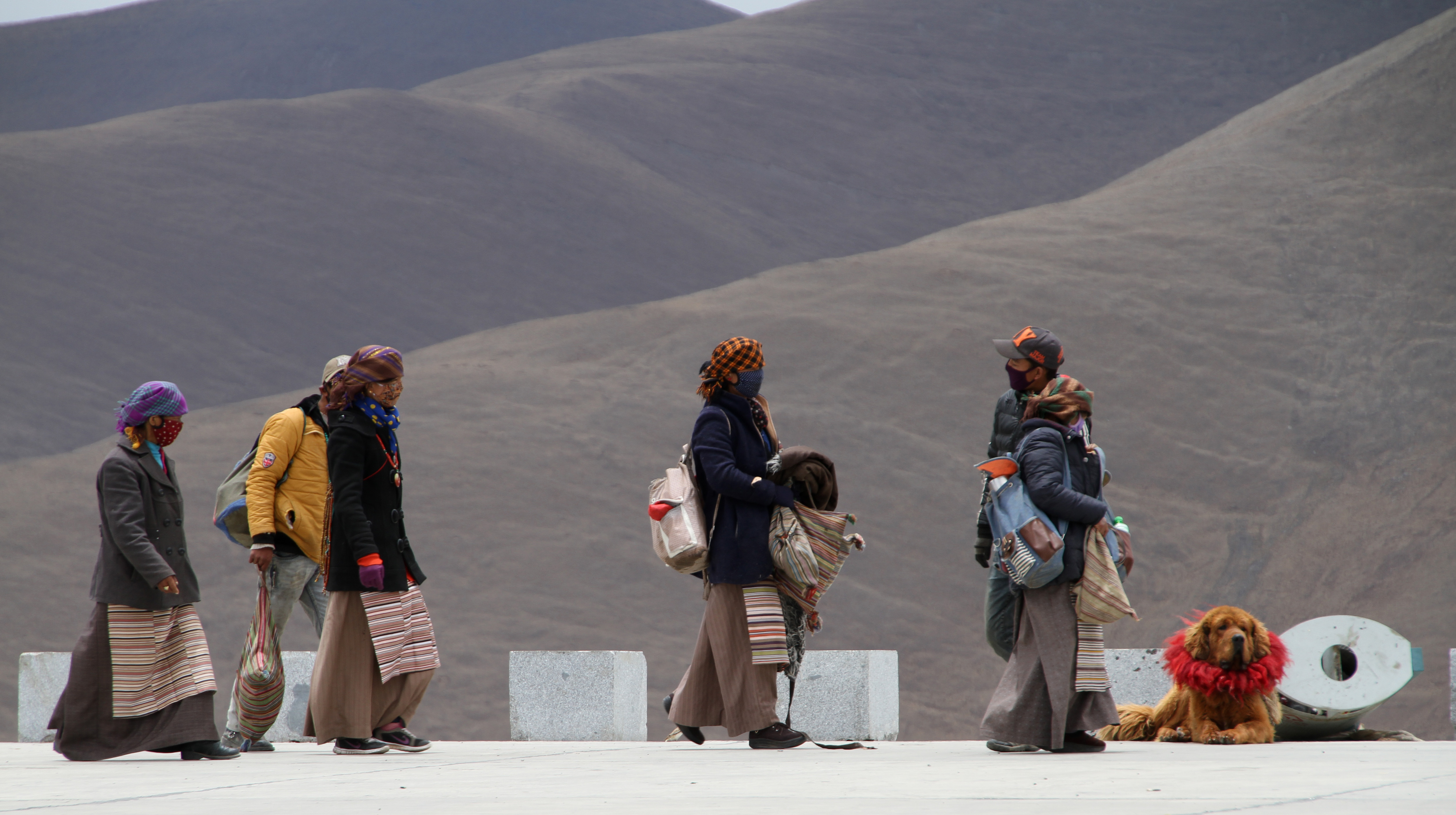
Kampa La 4793m
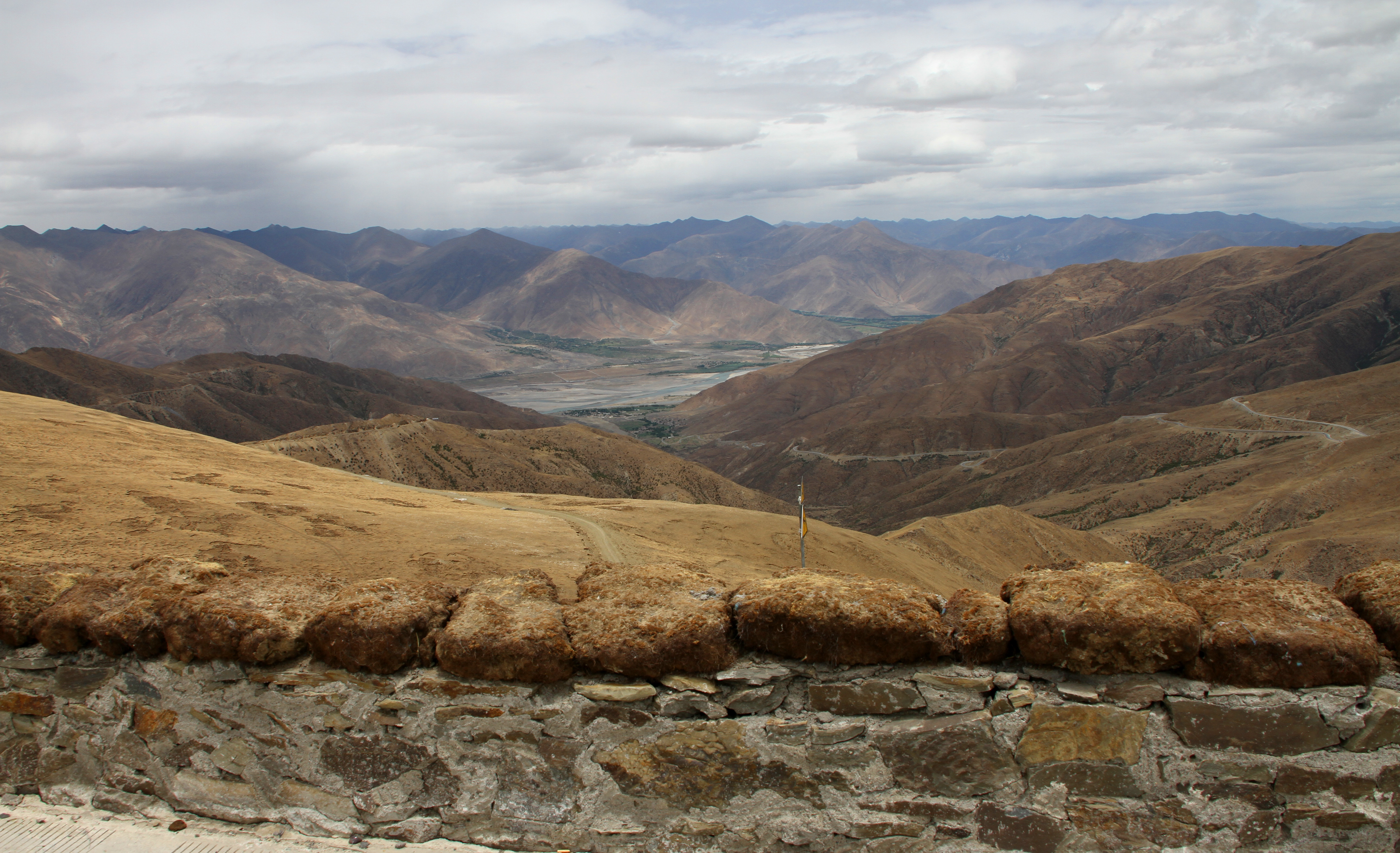
Kampa La
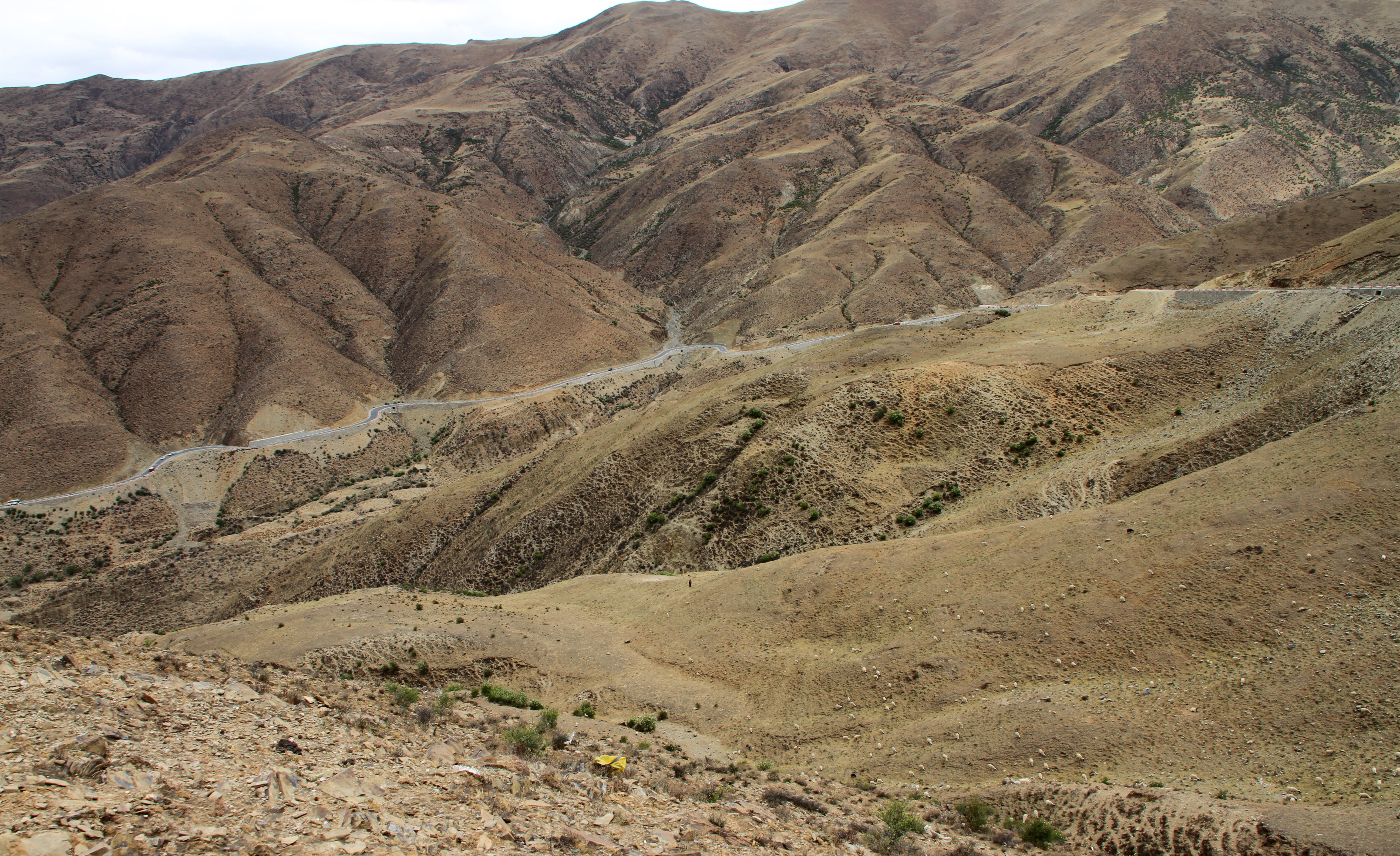